# Archiv Kanceláře prezidenta republiky
Archiv Kanceláře prezidenta republiky (Archiv KPR, AKPR) je specializovaný archiv podle archivního zákona organizovaný jako součást Kanceláře prezidenta republiky, oddělení Odboru spisové a archivní služby (sem je zařazen i Archiv Pražského hradu). Úkolem archivu je přebírat produkci spisové služby kanceláře, uchovávat ji a dále zpřístupňovat.
Archiv se konstituoval teprve roku 1954 a byl spojen s již existujícím Archivem Pražského hradu: zatímco APH se profiloval jako „historický archiv“, zaměřující se na staré sbírky, AKPR v užším smyslu na živou spisovou službu. Archiv spravuje dvacet dva archivních souborů, které zabírají 1500 běžných metrů. Nejdůležitějším fondem archivu je Kancelář prezidenta republiky (to zahrnuje materiál kontinuální fungování kanceláře od roku 1954 doposud, částečně i z dřívější doby). Ovšem jsou zde uloženy i osobní fondy vedoucích kanceláře (kancléřů), tzv. Londýnský archiv, materiály ke správě zámku v Lánech a lesů ad. Též matriky řádů a vyznamenání udělovaných prezidentem.
Oddělené archivnictví má Vojenská kancelář prezidenta republiky (ta však nemá vlastní archiv v plném slova smyslu).